# Ринг (фільм, 1927)
«Ринг» (англ. The Ring) — німий трилер режисера Альфреда Гічкока, знятий в 1927 році.

## Сюжет
Боксер Боб Корбі переміг Джека Сандерса в його атракціонному боксі й запросив працювати до себе як спаринг-партнера. Але причиною такої раптової дружби стала дівчина Джека — Мейбл. Вони стали зустрічатися потай від нього, що, тим не менш, не завадило Мейбл вийти заміж за Джека. Лише через кілька років, ставши успішним спортсменом Сандерс дізнається про їх таємний зв'язок і викликає Боба на ринг…

## У ролях
- Карл Бріссон — Джек Сандер
- Ієн Гантер — Боб Корбі
- Лілліан Голл-Девіс — дівчина
- Форрестер Гарві — промоутер
- Гаррі Террі — шоумен
- Гордон Харкер — тренер Джека

## Цікаві факти
- Назву фільму можна перекласти і як обручка, враховуючи любовний трикутник головних героїв.
- Для зйомок у студії була побудована справжня ярмаркова площа і були запрошені сотні акторів масовки, що дозволило Хічкоку застосувати його улюблені візуальні трюки і спотворення зображення, які також використовувались і в сценах вечірок.
- Фінальний боксерський матч знімався в королівському Альберт-Холі.
- Фільм був відновлений Національним Архівом Британського Інституту Кіно.